# 1274
Високе Середньовіччя •  Реконкіста •  Хрестові походи •  Монгольська імперія

## Геополітична ситуація
Михайло VIII Палеолог є імператором Візантійської імперії (до 1282), а Рудольф I королем Німеччини (до 1291). У Франції править Філіп III Сміливий (до 1285).
Апеннінський півострів розділений: північ належить Священній Римській імперії, середню частину займає Папська область, південь належить Сицилійському королівству. Деякі міста півночі: Венеція, Піза, Генуя тощо, мають статус міст-республік.
Майже весь Піренейський півострів займають християнські Кастилія (Леон, Астурія, Галісія), Наварра, Арагонське королівство (Арагон, Барселона) та Португалія, під владою маврів залишилися тільки землі на самому півдні. Едуард I Довгоногий є королем Англії (до 1307), а королем Данії — Ерік V (до 1286).
Руські землі перебувають під владою Золотої Орди. Король Русі Лев Данилович править у Києві та Галичі (до 1301), Роман Михайлович Старий — у Чернігові (до 1288). На чолі королівства Угорщина стоїть Ласло IV Кун (до 1290). У Кракові княжить Болеслав V Сором'язливий (до 1279).
Монгольська імперія займає більшу частину Азії, але вона розділена на окремі улуси, що воюють між собою. У північному Китаї править монгольська династія Юань, на півдні династія Сун усе ще чинить опір завойовникам. У Єгипті правлять мамлюки. Невеликі території на Близькому Сході утримують хрестоносці. Мариніди почали правити в Магрибі. Делійський султанат є наймогутнішою державою Північної Індії, а на півдні Індії домінує Чола. В Японії триває період Камакура.
Цивілізація майя переживає посткласичний період. Почала зароджуватися цивілізація ацтеків.

## Події

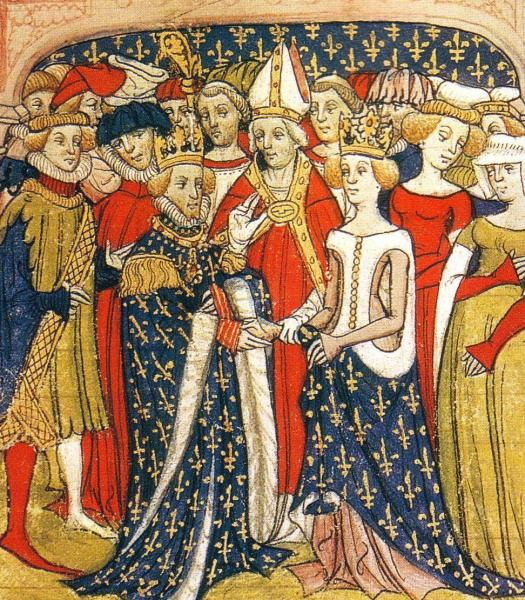
Одруження Філіпа III Сміливого з Марією Брабантською

- Помісний собор єпископів у Володимирі-на-Клязьмі під головуванням митрополита Київського Кирила III ухвалив «Правила» церковної організації і поведінки священиків.
- Відбувся Другий Ліонський собор, на якому було узгоджено унію між західною й східною церквами, затверджено обов'язковість filioque, утверджено порядок обрання пап, обговорювалося питання хрестових походів.
- Рейхстаг у Нюрнберзі постановив повернути королю Рудольфу I всі коронні землі, захоплені з часу смерті імператора Фрідріха II. Не згодився король Богемії Пржемисл Отакар II.
- Папа римський Григорій X уклав угоду з королем Німеччини Рудольфом I, визнавши його як короля й отримавши визнання права Святого престолу на землі в центральній Італії.
- В Англії відбулася коронація Едуарда I Довгоногого, після його повернення з хрестового походу й через два роки після смерті його батька.
- Зазнала невдачі спроба монгольського вторгнення в Японію, частково завдяки священному тайфуну камікадзе.
- 9-річний Данте Аліг'єрі зустрів 8-річну Беатріче.

## Народились
- 11 липня — Роберт I Брюс, шотландський король з 1306, звільнив Шотландію від англійців, розбивши їх при Баннокберні (1314) і підписавши з Англією мирний договір (1328).

## Померли
- 7 березня — У монастирі Фосса-Нуова у Південній Італії на 49-у році життя помер філософ-схоласт і теолог Тома Аквінський
- 25 червня — Насир ад-Дін Абу Джафар Мухаммад ібн Мухаммад ат-Тусі, азербайджанський учений-енциклопедист